# Rajd Nadwiślański 2018
6. Rajd Nadwiślański – 6. edycja Rajdu Nadwiślańskiego. To rajd samochodowy, który był rozgrywany od 9 do 10 czerwca 2018 roku. Bazą rajdu było miasto Puławy. Była to trzecia runda rajdowych samochodowych mistrzostw Polski w roku 2018 i trzecia runda historycznych rajdowych samochodowych mistrzostw Polski w sezonie 2018. W sezonie 2018 był to rajd drugiej kategorii (tzw. jednoetapowy), gdzie punktacja była następująca od 25 punktów za zwycięstwo i oddzielne punkty za odcinek Power Stage. Organizatorem rajdu był Automobilklub Polski. 
Rajd wygrali Jakub Brzeziński i Kamil Kozdroń, którzy jadąc samochodem Skodą Fabią R5, zwyciężyli pięć z dziesięciu odcineków specjalnych. Na drugim miejscu przyjechali reprezentanci zespołu Skoda Polska Motorsport Mikołaj Marczyk i Szymon Gospodarczyk, a trzecie miejsce zajęli ubiegłoroczni mistrzowie Polski - Filip Nivette i Kamil Heller, którzy wygrali klasę  Open N. Rajdu nie ukończył zwycięzca pięciu odcinków specjalnych Tomasz Kasperczyk, któremu na siódmym OS-ie urwał się pasek alternatora.

## Lista startowa[5]
Poniższa lista spośród 34 zgłoszonych zawodników obejmuje tylko zawodników startujących w najwyższej klasie 2 samochodami grupy R5 i wybranych zawodników startujących w klasie Open N.   
| Nr. | Zespół                         | Kierowca            | Pilot               | Samochód          | Klasa  |
| --- | ------------------------------ | ------------------- | ------------------- | ----------------- | ------ |
| 1   | Go+Cars Atlas Ward             | Jakub Brzeziński    | Kamil Kozdroń       | Škoda Fabia R5    | 2      |
| 3   | Tiger Energy Drink Rallye Team | Tomasz Kasperczyk   | Damian Syty         | Ford Fiesta R5    | 2      |
| 4   | Škoda Polska Motorsport        | Mikołaj Marczyk     | Szymon Gospodarczyk | Škoda Fabia R5    | 2      |
| 5   | Rallytechnology                | Zbigniew Gabryś     | Artur Natkaniec     | Ford Fiesta R5    | 2      |
| 6   | Filip Nivette                  | Filip Nivette       | Kamil Heller        | Ford Fiesta Proto | Open N |
| 8   | Łukasz Byśkiniewicz            | Łukasz Byśkiniewicz | Maciej Wisławski    | Hyundai i20 R5    | 2      |
| 9   | Rallytechnology                | Dariusz Poloński    | Łukasz Sitek        | Ford Fiesta R5    | 2      |
| 14  | Damian Łata                    | Damian Łata         | Marcin Roik         | Ford Fiesta Proto | Open N |
| 15  | Damian Łata                    | Dariusz Krupa       | Mateusz Martynek    | Ford Fiesta Proto | Open N |

## Zwycięzcy odcinków specjalnych
| Dzień      | Numer odcinka | Nazwa odcinka           | Długość  | Zwycięzca odcinka | Samochód       | Czas    | Lider rajdu       |
| ---------- | ------------- | ----------------------- | -------- | ----------------- | -------------- | ------- | ----------------- |
| 9 czerwca  | Od. testowy   | Zarudki                 | 4,37 km  | Tomasz Kasperczyk | Ford Fiesta R5 | 02:31,3 |                   |
| 9 czerwca  | OS1           | Puławy 1                | 2,67 km  | Tomasz Kasperczyk | Ford Fiesta R5 | 02:17,3 | Tomasz Kasperczyk |
| 9 czerwca  | OS2           | Wilków 1                | 13,20 km | Jakub Brzeziński  | Škoda Fabia R5 | 8:39.0  | Jakub Brzeziński  |
| 9 czerwca  | OS3           | Łaziska 1               | 9,54 km  | Tomasz Kasperczyk | Ford Fiesta R5 | 05:22,9 | Tomasz Kasperczyk |
| 9 czerwca  | OS4           | Puławy 2                | 2,67 km  | Tomasz Kasperczyk | Ford Fiesta R5 | 02:15,4 | Tomasz Kasperczyk |
| 9 czerwca  | OS5           | Wilków 2                | 13,20 km | Jakub Brzeziński  | Škoda Fabia R5 | 08:31,6 | Tomasz Kasperczyk |
| 9 czerwca  | OS6           | Łaziska 1               | 9,54 km  | Tomasz Kasperczyk | Ford Fiesta R5 | 5:16,5  | Tomasz Kasperczyk |
| 10 czerwca | OS7           | Józefów 1               | 12,34 km | Jakub Brzeziński  | Škoda Fabia R5 | 6:37,7  | Jakub Brzeziński  |
| 10 czerwca | OS8           | Urzędów 1               | 21,67 km | Jakub Brzeziński  | Škoda Fabia R5 | 12:58.1 | Jakub Brzeziński  |
| 10 czerwca | OS9           | Józefów 2               | 12,34 km | Dariusz Poloński  | Ford Fiesta R5 | 6:38.4  | Jakub Brzeziński  |
| 10 czerwca | OS10          | Urzędów 2 (Power Stage) | 21,67 km | Jakub Brzeziński  | Škoda Fabia R5 | 12:47.3 | Jakub Brzeziński  |

### Power Stage - OS10
| Miejsce | Kierowca          | Pilot               | Samochód           | Czas/strata | Punkty |
| ------- | ----------------- | ------------------- | ------------------ | ----------- | ------ |
| 1       | Jakub Brzeziński  | Kamil Kozdroń       | Škoda Fabia R5     | 12:47,3     | 5      |
| 2       | Mikołaj Marczyk   | Szymon Gospodarczyk | Škoda Fabia R5     | +4,3        | 4      |
| 3       | Filip Nivette     | Kamil Heller        | Ford Fiesta Proto  | +12,5       | 3      |
| 4       | Dariusz Poloński  | Łukasz Sitek        | Ford Fiesta R5     | +20,9       | 2      |
| 5       | Marcin Słobodzian | Grzegorz Dachowski  | Subaru Impreza Sti | +30,2       | 1      |

## Wyniki końcowe rajdu[6][7]
W klasyfikacji generalnej dodatkowe punkty przyznawane są za odcinek Power Stage.
| Miejsce | Kierowca             | Pilot               | Samochód                 | Czas      | Strata  | Grupa Klasa | Punkty |
| ------- | -------------------- | ------------------- | ------------------------ | --------- | ------- | ----------- | ------ |
| 1       | Jakub Brzeziński     | Kamil Kozdroń       | Škoda Fabia R5           | 1:11:36.2 | -       | 2           | 25+5   |
| 2       | Mikołaj Marczyk      | Szymon Gospodarczyk | Škoda Fabia R5           | 1:12:16.2 | +40.0   | 2           | 18+4   |
| 3       | Filip Nivette        | Kamil Heller        | Ford Fiesta Proto        | 1:13:08.1 | +1:31.9 | Open N      | 15+3   |
| 4       | Dariusz Poloński     | Łukasz Sitek        | Ford Fiesta R5           | 1:13:32.0 | +1:55.8 | 2           | 12+2   |
| 5       | Marcin Słobodzian    | Grzegorz Dachowski  | Subaru Impreza STi N15   | 1:14:01.3 | +2:25.1 | Open N      | 10+1   |
| 6       | Łukasz Byśkiniewicz  | Maciej Wisławski    | Hyundai i20 R5           | 1:14:59.8 | +3:23.6 | 2           | 8      |
| 7       | Łukasz Kotarba       | Tomasz Kotarba      | Mitsubishi Lancer Evo IX | 1:16:09.4 | +4:33.2 | Open N      | 6      |
| 8       | Damian Łata          | Marcin Roik         | Ford Fiesta Proto        | 1:16:43.2 | +5:07.0 | Open N      | 4      |
| 9       | Sławomir Strychalski | Paweł Pochroń       | Nissan 350Z              | 1:19:47.3 | +8:11.1 | Open 2WD+   | 2      |
| 10      | Grzegorz Bonder      | Jakub Gerber        | Peugeot 208 R2           | 1:20:42.6 | +9:06.4 | 4           | 1      |

## Wyniki po 3 rundach
Kierowcy
|   | Msc. | Kierowca          | Punkty |
| - | ---- | ----------------- | ------ |
|   | 1    | Jakub Brzeziński  | 82     |
|   | 2    | Grzegorz Grzyb    | 50     |
| 2 | 3    | Mikołaj Marczyk   | 42     |
| 1 | 4    | Tomasz Kasperczyk | 28     |
| 3 | 5    | Marcin Słobodzian | 25     |